# Nemorhaedus
Nemorhaedus é um gênero de pequenos mamíferos caprinos conhecidos como gorais, nativos de regiões montanhosas da Ásia, desde a Índia e Myanmar até o extremo oriente da Rússia. Contém seis espécies e faz parte da subfamília Antilopinae, da família Bovidae.
Os gorais são encontrados em áreas montanhosas cobertas por florestas de coníferas ou florestas decíduas e, especialmente, em terrenos rochosos acidentados, com encostas íngremes e cumes gramados, entre 500 e 2000 metros de altitude, podendo chegar até os 4500 metros no verão, dependendo da espécie.
As espécies de goral estão intimamente relacionadas com os seraus, caprinos do gênero Capricornis. Os animais desses gêneros têm quase o mesmo habitat, mas parece haver uma tendência de separação espacial entre os gorais e os seraus. Embora não seja uma distinção muito proeminente, os gorais usualmente são encontrados em altitudes mais elevadas, em terrenos mais íngremes e com menos vegetação.
As maiores ameaças à sobrevivência do goral são a perda de habitat e a caça, de subsistência ou para uso na medicina tradicional.

## Etimologia
O nome do gênero vem do latim nemus, nemoris ("floresta") e haedus ("pequena cabra"), significando literalmente "pequena cabra da floresta". Ao descrever o gênero em 1827, Charles Hamilton Smith cometeu um erro de ortografia e grafou Naemorhedus, nome que recebeu aceitação significativa. Ambas as grafias, Nemorhaedus e Naemorhedus, são igualmente usadas para nomear o gênero.
Já a palavra goral é, provavelmente, um empréstimo antigo do nepalês घोरल (ghoral) ou de uma língua relacionada, usada pela população local para se referir ao goral-do-himalaia (N. goral).

## Características
Os gorais pesam entre 22 e 32 kg, a altura dos ombros varia entre 55 e 80 cm e o comprimento é de cerca de 80 a 130 cm, dependendo do sexo e da espécie. Eles tem chifres cilíndricos e pontiagudos, ligeiramente curvados para trás, e uma pelagem que varia de cinza-claro a castanho-avermelhado, com partes mais claras no ventre e uma faixa mais escura no dorso. Os longos pelos são responsáveis por aquecer os gorais nas regiões frias que habitam.
Eles compartilham muitas similaridades com outros grupos, gorais são mais encorpados do que os antílopes e têm cascos mais largos, mais pesados. As gorais fêmeas têm quatro mamas funcionais, enquanto as cabras e as ovelhas têm somente duas mamas funcionais. Ao contrário dos seraus, os gorais não têm nenhuma glândula preorbital.
Como seus parentes menores os gorais, os seraus são encontrados frequentemente pastando em montes rochosos. Seraus são os mais lentos e menos ágeis membros do gênero Nemorhaedus, mas podem escalar inclinações para escapar de predação ou para abrigar-se durante invernos frios ou verões quentes. Seraus, ao contrário dos gorais, empregam suas glândulas pré-orbitais na marcação de território. A coloração varia pela espécie, pela região que habita, e pelo indivíduo. Ambos os sexos têm barbichas e os chifres pequenos são frequentemente mais curtos do que suas orelhas.
Fósseis de animais parecidos com seraus datam do Plioceno tardio, 2 a 7 milhões de anos atrás. Os outros membros da subfamília de Caprinae podem ter evoluído destas criaturas.

## Espécies
A taxonomia moderna, segundo estudo de 2023, aceita a existência de seis espécies de goral: 
- Nemorhaedus baileyi, goral-vermelho-tibetano
- Nemorhaedus caudatus, goral-de-cauda-longa
- Nemorhaedus cranbrooki, goral-vermelho-birmanês
- Nemorhaedus evansi, goral-birmanês
- Nemorhaedus goral, goral-do-himalaia
- Nemorhaedus griseus, goral-chinês

O goral-do-himalaia (Nemorhaedus goral) é nativo do nordeste da Índia, Nepal, Butão, e norte do Paquistão. Possui pêlos ásperos e chifres cilíndricos. No passado era conhecido como Urotragus goral. Mede de 95 a 130 o cm de comprimento e pesa 35 a 42 quilogramas. Têm pelagem cinzenta ou marrom-acinzentada com pés de cor tan, uns pontos mais claros em suas gargantas, e uma única tira escura ao longo de suas costas. Os machos têm uma crina curta na sua nuca. Tanto machos, como as fêmeas têm chifres curvados para trás que podem crescer até 18 cm de comprimento. Além de determinadas peculiaridades no formato do crânio, os gorais são principalmente distintos dos seraus por não possuírem uma glândula abaixo do olho, nem de uma depressão correspondente no crânio. Eles podem viver por 14 ou 15 anos. A fêmea dá o nascimento, geralmente a uma única prole, após um período de gestação de 170 a 218 dias, e os jovens desmamam em 7 ou 8 meses da idade e alcançam a maturidade sexual em torno de 3 anos. O goral cinzento é encontrado nas florestas dos Himalaia, geralmente entre 1000 e 4000 metros de altitude, vivendo em grupos pequenos de 4 a 12 indivíduos e que ocupam um território de aproximadamente 100 acres, além disso possuem um hábito crepuscular. São classificados como em baixo risco de extinção, perto de ameaçado.
O goral-de-cauda-longa (Nemorhaedus caudatus) pode ser encontrado da Rússia e China orientais até a Tailândia ocidental e Myanmar oriental. Uma subespécie deste é o goral-de-amur (N. c. raddeanus), uma população desta subespécie vive na Zona Desmilitarizada da Coreia, perto da estrada de Donghae Bukbu. A espécie é classificada como em perigo de extinção na Coreia do Sul, com uma população estimada em mais ou menos 250 indivíduos.
O goral-vermelho (Nemorhaedus baileyi) habita áreas da província de Yunnan na China até ao Tibete, e do nordeste da Índia até ao norte do Myanmar.

## Taxonomia
O pequeno erro ortográfico de Smith, que grafou Naemorhedus em 1827, tem causado bastante controvérsia até hoje. Outras grafias foram propostas posteriormente, como Naemorhaedus por Jardine em 1836, Nemorhaedus por Hodgson em 1841, Nemorrhedus por Gray em 1843, Nemorhedus por Agassiz em 1846, Nemorhoedus por Hodgson em 1847, Naemorrhaedus e Nemorrhaedus, ambas por Trouessart em 1898. Destas, a grafia Nemorhaedus, de Hodgson em 1841, está em uso predominante e, portanto, pode ser considerada uma emenda justificada (com base no artigo 33.2.3.1 do Código Internacional de Nomenclatura Zoológica, convenção que rege a nomenclatura científica dos animais). A utilização de Nemorhaedus, mantendo a autoria e a data original, é preferível por se tratar de uma correção do histórico erro ortográfico de Smith. Porém, a grafia original é aceita e também muito usada pela comunidade científica. Ainda outros nomes foram propostos para o gênero, como Kemas por Ogilby em 1837, Cemas por Gloger em 1841, Caprina por Wagner in Schreber em 1844 e Urotragus por Gray em 1871, mas nenhum foi aceito.
Por muito tempo, as espécies de serau também foram classificadas como Nemorhaedus, como sugerido por Groves e Grubb em 1985. Soma et. al afirmaram, em 1987, que o gênero Capricornis é separado de Nemorhaedus, embora intimamente relacionado, o que também foi aceito por Groves e Grubb em 2005.
Durante muitos anos, os taxonomistas divergiram acerca do número de espécies diferentes de goral existentes. Apenas uma espécie, Nemorhaedus goral, era reconhecida até 1985. Nesse ano, Groves e Grubb dividiram o gênero em três: N. caudatus, N. bailey e N. goral. Mais tarde, em 2005, Grubb reconheceu N. griseus como uma espécie separada de N. caudatus, aumentando o número total de espécies de goral para quatro. Posteriormente, em 2011, Valdez reconheceu seis espécies de goral incluindo N. bedfordi (separada de N. goral) e N. evansi (separada de N. griseus). Entretanto, foram usadas características morfológicas com diferenças leves e subjetivas, como variações da cor da pelagem, comprimento da crina e características osteológicas, para essas classificações. Em 2019, Mori et al. publicaram o primeiro estudo que avaliou o genoma mitocondrial total de todos os táxons e propuseram que o gênero era composto por apenas três espécies. Li et al., em 2020, reavaliaram a taxonomia com base em análise de novas amostras de genoma mitocondrial, especialmente de animais do norte de Myanmar, reconhecendo N. evansi e N. cranbrooki como espécies distintas, elevando o total para cinco. Joshi et al., em 2022, revisitaram o gênero sequenciando o gene mitocondrial do citocromo b e a região de controle de animais do Himalaia indiano, reconhecendo a existência da espécie N. griseus, totalizando seis. Em 2023, Hrabina et al. analisaram as sequências da subunidade I da citocromo oxidase de todas as amostras disponíveis, incluindo uma população de gorais do Paquistão, e apoiaram a validade de seis espécies distintas.
| Groves e Grubb (1985) | Grubb (2005) | Valdez (2011) | Mori et al. (2019) | Li et al. (2020) | Joshi et al. (2022) e Hrabina et al. (2023) |
| --------------------- | ------------ | ------------- | ------------------ | ---------------- | ------------------------------------------- |
| N. goral              | N. goral     | N. goral      | N. goral           | N. goral         | N. goral                                    |
| N. goral              | N. goral     | N. bedfordi   | N. goral           | N. goral         | N. goral                                    |
| N. goral              | N. griseus   | N. griseus    | N. goral           | N. goral         | N. griseus                                  |
| N. goral              | N. griseus   | N. evansi     | N. goral           | N. evansi        | N. evansi                                   |
| N. caudatus           | N. caudatus  | N. caudatus   | N. caudatus        | N. caudatus      | N. caudatus                                 |
| N. baileyi            | N. baileyi   | N. baileyi    | N. baileyi         | N. baileyi       | N. baileyi                                  |
| N. baileyi            | N. baileyi   | N. baileyi    | N. baileyi         | N. cranbrooki    | N. cranbrooki                               |